# Aris F.C.
Aris FC također poznat i kao Aris Thessaloniki FC (grčki: Άρης Θεσσαλονίκης - Aris Thessalonikis) je grčki nogometni klub iz Soluna. Trenutno nastupa u grčkoj Superligi. Osnovan je 25. ožujka 1914. godine. 

## Vanjske poveznice
- Službene stranice